# Кайраклия (село)
Кайраклия (рум. Cairaclia) — село в Тараклийском районе Молдавии. Относится к сёлам, не образующим коммуну

## История
Село Кайраклия создано в 1861 году. Основу села положили колонисты из колонии Кайраклия (сейчас Лощиновка), которая находится в 13 километрах от Измаила. Оттуда пришли шестьдесят семейств. Колония Кайраклия основана болгарскими переселенцами во времена переселения болгар и гагаузов в Бессарабию. Есть утверждения, что первые переселенцы пришли из села Кайрак (сейчас Каменци, Силистренский округ, Болгария). При переселении на новое место кайраклийцы переходят через таможню между Табаки и Болгарийкой (сейчас Зализничное, Украина), по Трояновскому валу. По различным причинам некоторые переселенцы после прохождения через границу поменяли свои фамилии. Некоторые взяли за основу фамилии своё занятие. Например, Желясковы стали Чебановыми, потому что были чабанами.
При создании села в 1861 году насчитывалось 62 двора и 462 жителя, от которых 216 мужчин и 246 женщин. В 1866 году построена церковь на средства сельских жителей. Через десять лет после создания села, в 1871 году была открыта сельская школа с начальными классами.
Летом 1947 года были созданы два колхоза (коллективные хозяйства), носящие имена Георгий Димитров и Ленин. В 1950 году они объединяются и становятся одним колхозом имени Георгия Димитрова. С помощью колхоза проводятся электрификация, радио до села (1956—1957 года), построены больница (1962), дом культуры с 600 местами (1972), водопровод (1977), 3-этажное здание школы (1987), газифицируется село (1992 г.).В 2003 году в селе построена мельница. В 2007 году построен новый водопровод.
Указом Президиума Верховного Совета МССР от 23 декабря 1964 года Кайраклийский сельский совет был передан в состав Вулканештского района, однако 10 ноября 1980 года был включен в состав Тараклийского района.

## География
Село находится в 20 км от города Тараклия, в 8 км от города Болград (на Украине), и в 153 км от столицы Кишинёв.

## Население
Население села Кайраклия в 2004 году насчитывает 2124 человека, из них:
- 1 733 человека (81.59 %) — болгары
- 8,47 % — гагаузы
- 3,77 % — молдаване
- 2,82 % — русские
- 2,64 % — украинцы
- 0,38 % — цыгане
- 0,33 % — другие национальности

## Личности
- Антон Степанович Касимов (1856—1940) — герой Шипка, кавалер креста Святого Георгия (I, II, III степени).
- Петр Прокопович Перонков (1936—2021) — музыкант, композитор, поэт, писатель. Написал много песен про Кайраклию, Тараклию и другие. Автор книг «Кайраклия пее и се смее», «Мой край — Буджак», «Родная Бессарабия моя», «Славим тебя край родной».
- Иван Федорович Манолов (1942—2017) — художник, писатель. Основатель исторического и этнографического музея и его руководитель в течение 30 лет. Составил описание всех родословных древ села Кайраклия и издаёт их как отдельную книгу в 2009 году.
- Петр Иванович Хаджи (1939-2018) — доктор хабилитат физико-математических наук, главный научный сотрудник Академии наук Республики Молдова, профессор в Тираспольском государственном университете, автор научных монографий.
- Мария Степановна Дирюгина (Коломан) (1931) — медик, с 1966 года профессор медицины. К 1999 году публикует 179 научных работ, одну монографию, имеет два авторские изобретения, 4 патента, 33 рационализаторских предложений. Обе её дочери являются кандидатами медицинских наук.